# Seguridad informática
La seguridad informática, también conocida como ciberseguridad, es el área relacionada con la informática y la telemática que se enfoca en la protección de la infraestructura computacional y todo lo vinculado con la misma, y especialmente la información contenida en una computadora o circulante a través de las redes de computadoras. Para ello existen una serie de estándares, protocolos, métodos, reglas, herramientas, y leyes concebidas para minimizar los posibles riesgos a la infraestructura o a la propia información. La ciberseguridad comprende software (bases de datos, metadatos, archivos), hardware, redes de computadoras, y todo lo que la organización entienda y valore como un riesgo si la información confidencial involucrada pudiera llegar a manos de otras personas, por ejemplo, convirtiéndose así en información privilegiada.
La definición de seguridad de la información no debe ser confundida con la de «seguridad informática», esta última solamente se encarga de la seguridad en el medio informático, pero por cierto, la información puede encontrarse en diferentes medios o formas, y no exclusivamente en medios informáticos.
La seguridad de la información nos habla sobre métodos y procesos que procuran proteger los archivos de información en sus diferentes formas y estados, mientras que la seguridad informática nos habla sobre métodos y procesos técnicos para la protección de la confidencialidad, disponibilidad e integridad de la información.
La seguridad informática también se refiere a la práctica de prevenir los ataques maliciosos, a las computadoras y los servidores, a los dispositivos móviles, a los sistemas electrónicos, a las redes y los datos, etc.
En resumen, la seguridad en un ambiente de red es la habilidad de identificar y eliminar vulnerabilidades. Una definición general de seguridad debe también poner atención a la necesidad de salvaguardar la ventaja organizacional, incluyendo información y equipos físicos, tales como los mismos computadores. Nadie a cargo de seguridad debe determinar quién y cuándo puede tomar acciones apropiadas sobre un ítem en específico. Cuando se trata de la seguridad de una compañía, lo que es apropiado varía de organización en organización. Independientemente, cualquier compañía con una red debe tener una política de seguridad que se dirija a la conveniencia y la coordinación.
En el campo de la ciberseguridad, se han desarrollado modelos de evaluación de riesgos para gestionar de manera efectiva los aspectos relacionados con el riesgo cibernético. Uno de estos modelos es el "cubo de McCumber" presentado por John McCumber en 1991. Este modelo revolucionario describió los factores de riesgo de la ciberseguridad en una representación tridimensional similar a un cubo. Cada una de las caras visibles del cubo representa tres aspectos diferentes del riesgo cibernético que deben ser gestionados de manera efectiva. Cada intersección en el espacio tridimensional del cubo representa la combinación de tres componentes, uno de cada cara. Es decir, cada punto de unión en el cubo representa la intersección de tres aspectos clave relacionados con el riesgo cibernético. En particular, el minicubo ubicado en la parte frontal y delineado en rojo representa la intersección de la confidencialidad, la tecnología y el procesamiento. Este enfoque destaca la idea de implementar controles tecnológicos para salvaguardar la privacidad de los datos durante el procesamiento. El modelo del cubo de McCumber se ha utilizado como una herramienta valiosa en la evaluación y gestión de riesgos de seguridad cibernética, permitiendo a las organizaciones identificar y abordar de manera más efectiva las vulnerabilidades y amenazas en su entorno digital.

## Historia
Con Internet y otros avances tecnológicos importantes en los últimos años, la ciberseguridad se ha convertido en un término más conocido. En 1967, representantes de la Corporación RAND y la Agencia de Seguridad Nacional fueron los primeros en publicar una investigación sobre las amenazas a la seguridad en el campo del tiempo compartido de computadoras.

## Objetivos
La seguridad informática tiene como objetivo establecer normas y medidas que minimicen los riesgos a la información y la infraestructura informática. Estas normas incluyen aspectos como horarios de funcionamiento, restricciones de acceso, autorizaciones, denegaciones, perfiles de usuario, planes de emergencia, protocolos y todo lo necesario para garantizar un nivel adecuado de seguridad informática sin comprometer el rendimiento de los trabajadores y la organización en general, y como principal contribuyente al uso de programas realizados por programadores.
En términos de activos protegidos, la seguridad informática está concebida para proteger los activos informáticos, entre los que se encuentran los siguientes:
- La infraestructura computacional: es una parte fundamental para el almacenamiento y gestión de la información, así como para el funcionamiento mismo de la organización. La función de la seguridad informática en esta área es velar porque los equipos funcionen adecuadamente y anticiparse en caso de fallos, robos, incendios, sabotajes, desastres naturales, fallos en el suministro eléctrico y cualquier otro factor que atente contra la infraestructura informática.
- Los usuarios: son las personas que utilizan la estructura tecnológica, zona de comunicaciones y que gestionan la información. Debe protegerse el sistema en general para que el uso por parte de ellos no pueda poner en entredicho la seguridad de la información y tampoco que la información que manejan o almacenan sea vulnerable.
- La información: esta es el principal activo. Utiliza y reside en la infraestructura computacional y es utilizada por los usuarios. La seguridad informática se ocupa de proteger la confidencialidad, integridad y disponibilidad de la información.

## Roles y responsabilidades en Ciberseguridad y el Marco del ENS
Dentro del ámbito de la ciberseguridad, es fundamental contar con roles y responsabilidades claramente definidos para garantizar una gestión efectiva de la seguridad de la información. En este sentido, el Esquema Nacional de Seguridad (ENS) establece los roles básicos que deben existir en las organizaciones para velar por la protección de la información.
Según la Guía de Seguridad de las TIC CCN-STIC 801, además de las tres figuras principales mencionadas en el artículo 10 del ENS (Responsable de la Información, Responsable del Servicio y Responsable de la Seguridad), existen otros roles importantes que pueden desempeñar un papel relevante en la gestión de la seguridad de la información.
Uno de estos roles es el denominado Responsable del Sistema de Información, cuya responsabilidad puede estar ubicada dentro de la propia organización o compartimentada entre la organización y terceros, ya sean proveedores de servicios públicos o privados, en el caso de sistemas de información externalizados. El Responsable del Sistema de Información tiene la responsabilidad de garantizar la adecuada utilización y funcionamiento de los sistemas de información, así como de implementar las medidas de seguridad necesarias.
Es importante destacar que las competencias y responsabilidades de los roles mencionados pueden variar según la organización y su contexto específico. Sin embargo, es fundamental que estos roles estén claramente definidos y que exista una coordinación efectiva entre ellos para asegurar una gestión integral de la seguridad de la información.
El Marco del ENS proporciona una guía y referencia para las organizaciones en la implementación de medidas de seguridad de la información. Establece los requisitos mínimos de seguridad que deben cumplir los sistemas y servicios utilizados por las administraciones públicas, así como las pautas para evaluar y gestionar los riesgos asociados a la seguridad de la información.

## Amenazas o riesgos cibernéticos
No solamente las amenazas que surgen de la programación y el funcionamiento de un dispositivo de almacenamiento, transmisión o proceso deben ser consideradas, también hay otras circunstancias no informáticas que deben ser tomadas en cuenta. Muchas son a menudo imprevisibles o inevitables, de modo que las únicas protecciones posibles son las redundancias y la descentralización, por ejemplo mediante determinadas estructuras de redes en el caso de las comunicaciones o servidores en clúster para la disponibilidad.
Las amenazas pueden ser causadas por:
- Usuarios: causa del mayor problema ligado a la seguridad de un sistema informático. En algunos casos sus acciones causan problemas de seguridad, si bien en la mayoría de los casos es porque tienen permisos sobredimensionados, no se les han restringido acciones innecesarias, etc.
- Programas maliciosos: programas destinados a perjudicar o a hacer un uso ilícito de los recursos del sistema. Es instalado en el ordenador, abriendo una puerta a intrusos o bien modificando los datos. Estos programas pueden ser un virus informático, un gusano informático, un troyano, una bomba lógica, un programa espía o spyware, en general conocidos como malware.
- Errores de programación: la mayoría de los errores de programación que se pueden considerar como una amenaza informática es por su condición de poder ser usados como exploits por los crackers, aunque se dan casos donde el mal desarrollo es, en sí mismo, una amenaza. La actualización de parches de los sistemas operativos y aplicaciones permite evitar este tipo de amenazas.
- Intrusos: personas que consiguen acceder a los datos o programas a los cuales no están autorizados (crackers, defacers, hackers, script kiddie o script boy, viruxers, etc.).
- Un siniestro (robo, incendio, inundación): una mala manipulación o mala intención derivan en la pérdida del material o de los archivos.
- Personal técnico interno: técnicos de sistemas, administradores de bases de datos, técnicos de desarrollo, etc. Los motivos que se encuentran entre los habituales son: disputas internas, problemas laborales, despidos, fines lucrativos, espionaje, etc.
- Fallos electrónicos o lógicos de los sistemas informáticos en general.

### Ingeniería social
La ingeniería social es la práctica de obtener información confidencial a través de la manipulación de usuarios legítimos. Es una técnica que pueden usar ciertas personas para obtener información, acceso o privilegios en sistemas de información, con resultados similares a un ataque a través de la red, saltándose toda la infraestructura creada para combatir programas maliciosos. Además, es un ataque más eficiente, debido a que es más complejo de calcular y prever.
El principio que sustenta la ingeniería social es el que en cualquier sistema "los usuarios son el eslabón débil."

### Tipos de amenazas
Existen infinidad de modos de clasificar un ataque y cada ataque puede recibir más de una clasificación. Por ejemplo, un caso de phishing puede llegar a robar la contraseña de un usuario de una red social y con ella realizar una suplantación de la identidad para un posterior acoso, o el robo de la contraseña puede usarse simplemente para cambiar la foto del perfil y dejarlo todo en una broma (sin que deje de ser delito en ambos casos, al menos en países con legislación para el caso, como lo es España).

#### Amenazas por el origen
El hecho de conectar un sistema a un entorno externo nos da la posibilidad de que algún atacante pueda entrar en ella y hurtar información o alterar el funcionamiento de la red. Sin embargo el hecho de que la red no esté conectada a un entorno externo, como Internet, no nos garantiza la seguridad de la misma. De acuerdo con el Computer Security Institute (CSI) de San Francisco, aproximadamente entre el 60 y 80 por ciento de los incidentes de red son causados desde dentro de la misma. Basado en el origen del ataque podemos decir que existen dos tipos de amenazas:
- Amenazas internas: generalmente estas amenazas pueden ser más serias que las externas, por varias razones como:

- Si es por usuarios o personal técnico, conocen la red y saben cómo es su funcionamiento, ubicación de la información, datos de interés, etc. Además tienen algún nivel de acceso a la red por las mismas necesidades de su trabajo, lo que les permite mínimos movimientos.
- Los sistemas de prevención de intrusos o IPS, y firewalls son mecanismos no efectivos en amenazas internas por no estar, habitualmente, orientados al tráfico interno. Que el ataque sea interno no tiene que ser exclusivamente por personas ajenas a la red, podría ser por vulnerabilidades que permiten acceder a la red directamente: rosetas accesibles, redes inalámbricas desprotegidas, equipos sin vigilancia, etc.

- Amenazas externas: Son aquellas amenazas que se originan fuera de la red. Al no tener información certera de la red, un atacante tiene que realizar ciertos pasos para poder conocer qué es lo que hay en ella y buscar la manera de atacarla. La ventaja que se tiene en este caso es que el administrador de la red puede prevenir una buena parte de los ataques externos. Es en este punto donde la ciberseguridad perimetral cobra importancia, porque ayuda a proteger la red y los sistemas informáticos de una organización contra los ataques externos.

#### Amenazas por el efecto
El tipo de amenazas según el efecto que causan a quien recibe los ataques podría clasificarse en:
- Robo de información.
- Destrucción de información.
- Anulación del funcionamiento de los sistemas o efectos que tiendan a ello.
- Suplantación de la identidad, publicidad de datos personales o confidenciales, cambio de información, venta de datos personales, etc.
- Robo de dinero, estafas...

#### Amenazas por el medio utilizado
Se pueden clasificar por el modus operandi del atacante, si bien el efecto puede ser distinto para un mismo tipo de ataque:
- Virus informático: malware que tiene por objeto alterar el normal funcionamiento de la computadora, sin el permiso o el conocimiento del usuario. Los virus, habitualmente, reemplazan archivos ejecutables por otros infectados con el código de este. Los virus pueden destruir, de manera intencionada, los datos almacenados en un computadora, aunque también existen otros más inofensivos, que solo se caracterizan por ser molestos.
- Phishing.[4]
- Ingeniería social.
- Denegación de servicio.
- Spoofing: de DNS, de IP, de DHCP, etc.

### Amenaza informática del futuro
Si en un momento el objetivo de los ataques fue cambiar las plataformas tecnológicas, ahora las tendencias cibercriminales indican que la nueva modalidad es manipular los certificados que contienen la información digital. El área semántica, era reservada para los humanos, se convirtió ahora en el núcleo de los ataques debido a la evolución de la Web 2.0 y las redes sociales, factores que llevaron al nacimiento de la generación 3.0.
Se dice que “la Web 3.0 otorga contenidos y significados de manera tal que pueden ser comprendidos por las computadoras, las cuales -por medio de técnicas de inteligencia artificial- son capaces de emular y mejorar la obtención de conocimiento, hasta el momento reservada a las personas”. Es decir, se trata de dotar de significado a las páginas web, y de ahí el nombre de web semántica o sociedad del conocimiento, como evolución de la ya pasada sociedad de la información.
En este sentido, las amenazas informáticas que viene en el futuro ya no son con la inclusión de troyanos en los sistemas o softwares espías, sino con el hecho de que los ataques se han profesionalizado y manipulan el significado del contenido virtual.
- “La Web 3.0, basada en conceptos como elaborar, compartir y significar, está representando un desafío para los hackers que ya no utilizan las plataformas convencionales de ataque, sino que optan por modificar los significados del contenido digital, provocando así la confusión lógica del usuario y permitiendo de este modo la intrusión en los sistemas”, La amenaza ya no solicita la clave de homebanking del desprevenido usuario, sino que directamente modifica el balance de la cuenta, asustando al internauta y, a partir de allí, sí efectuar el robo del capital”.
- Obtención de perfiles de los usuarios por medios, en un principio, lícitos: seguimiento de las búsquedas realizadas, históricos de navegación, seguimiento con geoposicionamiento de los móviles, análisis de las imágenes digitales subidas a Internet, etc.

Para no ser presa de esta nueva ola de ataques más sutiles, se[¿quién?] recomienda:[cita requerida]
- Mantener las soluciones activadas y actualizadas.
- Evitar realizar operaciones comerciales en computadoras de uso público o en redes abiertas.
- Verificar los archivos adjuntos de mensajes sospechosos y evitar su descarga en caso de duda.
- DMS en el Data Center.

## Análisis de riesgos
El análisis de riesgos informáticos es un proceso que comprende la identificación de activos informáticos, sus vulnerabilidades y amenazas a los que se encuentran expuestos así como su probabilidad de ocurrencia y el impacto de las mismas, a fin de determinar los controles adecuados para aceptar, disminuir, transferir o evitar la ocurrencia del riesgo.
Teniendo en cuenta que la explotación de un riesgo causaría daños o pérdidas financieras o administrativas a una empresa u organización, se tiene la necesidad de poder estimar la magnitud del impacto del riesgo a que se encuentra expuesta mediante la aplicación de controles. Dichos controles, para que sean efectivos, deben ser implementados en conjunto formando una arquitectura de seguridad con la finalidad de preservar las propiedades de confidencialidad, integridad y disponibilidad de los recursos objetos de riesgo.

### Elementos de un análisis de riesgo
El proceso de análisis de riesgo genera habitualmente un documento al cual se le conoce como matriz de riesgo. En este documento se muestran los elementos identificados, la manera en que se relacionan y los cálculos realizados. Este análisis de riesgo es indispensable para lograr una correcta administración del riesgo. La administración del riesgo hace referencia a la gestión de los recursos de la organización.
Existen diferentes tipos de riesgos como el riesgo residual y riesgo total así como también el tratamiento del riesgo, evaluación del riesgo y gestión del riesgo entre otras. La fórmula para determinar el riesgo total es:
RT (Riesgo Total) = Probabilidad x Impacto Promedio
A partir de esta fórmula determinaremos su tratamiento y después de aplicar los controles podremos obtener el riesgo residual.

### Tipos de riesgo

#### Riesgo estratégico
Se asocia con la forma en que se administra la organización. El manejo del riesgo estratégico se enfoca en asuntos globales relacionados con la misión y el cumplimiento de los objetivos estratégicos, la clara definición de las políticas de diseño y conceptualización de la organización por parte de la alta gerencia.

#### Riesgo de imagen
Está relacionado con la percepción y confianza por parte de la sociedad hacia la organización.

#### Riesgo operativo
Comprenden riesgos provenientes del funcionamiento y operatividad de los sistemas de información, de la definición de procesos de negocio, de la estructura de la organización y de la articulación entre áreas o dependencias.

#### Riesgo financiero
Se relacionan con el manejo de los recursos de la organización que incluyen:
- La ejecución presupuestal.
- La elaboración de los estados financieros.
- Los pagos.
- Los manejos de excedentes y el manejo sobre los bienes.

#### Riesgos de cumplimiento
Se asocian con la capacidad de la organización para cumplir con los requisitos legales, estructurales, de ética y en general con su compromiso ante la sociedad y el estado.

#### Riesgo tecnológico
Están relacionados con la capacidad tecnológica de la organización para satisfacer sus necesidades actuales y futuras, y el cumplimiento de la misma.

## Análisis de impacto al negocio
El reto es asignar estratégicamente los recursos para cada equipo de seguridad y bienes que intervengan, basándose en el impacto potencial para el negocio, respecto a los diversos incidentes que se deben resolver.
Para determinar el establecimiento de prioridades, el sistema de gestión de incidentes necesita saber el valor de los sistemas de información que pueden ser potencialmente afectados por incidentes de seguridad. Esto puede implicar que alguien dentro de la organización asigne un valor monetario a cada equipo y un archivo en la red o asignar un valor relativo a cada sistema y la información sobre ella. Dentro de los valores para el sistema se pueden distinguir: confidencialidad de la información, la integridad (aplicaciones e información) y finalmente la disponibilidad del sistema. Cada uno de estos valores es un sistema independiente del negocio, supongamos el siguiente ejemplo, un servidor web público pueden poseer la característica de confidencialidad baja (ya que toda la información es pública) pero necesita alta disponibilidad e integridad, para poder ser confiable. En contraste, un sistema de planificación de recursos empresariales (ERP) es, habitualmente, un sistema que posee alto puntaje en las tres variables.
Los incidentes individuales pueden variar ampliamente en términos de alcance e importancia.

## Mecanismo de seguridad
Un mecanismo de seguridad (también llamado herramienta de seguridad o control) es una técnica que se utiliza para implementar un servicio, es decir, es aquel mecanismo que está diseñado para detectar, prevenir o recobrarse de un ataque de seguridad. Los mecanismos de seguridad implementan varios servicios básicos de seguridad o combinaciones de estos servicios básicos, los servicios de seguridad especifican "qué" controles son requeridos y los mecanismos de seguridad especifican "cómo" deben ser ejecutados los controles.
Dentro de las diferentes categorías de mecanismos de seguridad, uno de los aspectos relevantes es la ciberseguridad perimetral. La ciberseguridad perimetral se enfoca en proteger el perímetro de una red contra amenazas y ataques cibernéticos. Consiste en establecer medidas de seguridad en los puntos de entrada y salida de la red, como firewalls, sistemas de detección y prevención de intrusiones (IDS/IPS), sistemas de prevención de pérdida de datos (DLP) y otros dispositivos y técnicas de seguridad.
No existe un único mecanismo capaz de proveer todos los servicios, sin embargo, la mayoría de ellos hace uso de técnicas criptográficas basadas en el cifrado de la información. Los mecanismos de seguridad son acciones llevadas a cabo con el objetivo de reducir el riesgo asociado a las vulnerabilidades. Estas acciones pueden ser preventivas, detectivas, y recuperables.
Federación
Uno de los riesgos más ignorados en la era de la digitalización es el robo de ventajas competitivas, sobre todo en áreas corporativas con alta rotación de empleados. En el extremo, la propiedad intelectual (PI) dedepartamentos basados en algoritmos está a un solo copiar y pegarde caer en manos de un competidor.
1. Protección de algoritmos: Las tecnologías tradicionales no diseñadas para proteger intrínsecamente contra este tipo de robo de PI, a menudo requieren protocolos ad hoc forzados para proteger la información sensible. Pero aquí es donde entra la lógica de Data MAPs, basados en tecnología federada entra en juego. En microservicios de software en unidades aún más pequeñas y distribuyéndolas entre varias aplicaciones, los algoritmos son fragmentados en piezas que residen en diferentes nodos a través de servidores. De este modo, varios equipos pueden contribuir a la evolución iterativa de un algoritmo masivo sin que ningún equipo tenga una visión completa de todo el sistema mientras es orquestado de forma nativa. Los protocolos federados dificultan exponencialmente el robo de la propiedad intelectual
2. Protección de datos: En lo que respecta a los datos, los protocolos de federación incompletos presentan un problema importante. Se podría decir que, en el contexto de la digitalización, la federación no ha sido lo suficientemente ambiciosa: la mera distribución de datos entre servidores departamentales para garantizar la calidad y la disponibilidad no es suficiente para brindar una protección integral. En lugar de esto, los datos departamentales deben distribuirse entre varios servidores de tal manera que, si se produce una violación, solo se vean comprometidas recopilaciones de datos aleatorias y no relacionadas. Por ejemplo, una violación podría exponer el nombre de un cliente, la dirección de una oficina, los comentarios de RR. HH. de un empleado y el costo de una campaña de marketing, pero no lo suficiente como para causar un daño probable. Una estrategia de gestión de datos basada en algoritmos garantizaría la disponibilidad de los datos, mientras que la reorganización continua de recopilaciones de datos entre nodos agregaría ruido a cualquier servidor comprometido. La implementación de la algoritmización en el núcleo I ofrece un mecanismo de defensa sólido a través de la federación de algoritmos en varios nodos. Esta estructura no solo protege contra el hackeo y la explotación externa, sino que también mitiga los riesgos operativos. Ya sea a través de las ventajas inherentes del modelo federado o al aprovechar este marco para crear nuevas tecnologías de seguridad adaptables, las empresas ahora pueden proteger sus operaciones de maneras que los sistemas tradicionales no son capaces de proporcionar.[6]

### Clasificación por función y objetivo
Existen diferentes tipos de mecanismos de seguridad, que se clasifican según su función y objetivo. En general, se dividen en dos categorías:

#### a) Mecanismos de seguridad generalizados
Estos mecanismos se relacionan directamente con los niveles de seguridad requeridos y algunos de ellos están relacionados con el manejo de la seguridad. Permiten determinar el grado de seguridad del sistema, ya que se aplican para cumplir la política general de seguridad.

#### b) Mecanismos de seguridad específicos
Definen la implementación de servicios concretos. Los más importantes son los siguientes:
- Confidencialidad: garantiza que la información solo sea accesible por personas autorizadas.
- No repudio: asegura que una entidad no pueda negar la autoría o recepción de una comunicación.
- Integridad: protege la información contra modificaciones no autorizadas.
- Autenticación: verifica la identidad de un usuario o sistema.
- Control de acceso: regula el acceso a los recursos de información.
- Disponibilidad: garantiza que los sistemas y recursos estén disponibles cuando se requieran.

### Clasificación por acciones que realizan
Los mecanismos de seguridad pueden ser clasificados también según las acciones que realizan:

#### a) Controles disuasivos
Estos controles reducen la probabilidad de un ataque deliberado al implementar medidas que disuaden a los posibles atacantes.

#### b) Controles preventivos
Los controles preventivos protegen las vulnerabilidades y hacen que un ataque fracase o reduzca su impacto. Estos controles incluyen la implementación de políticas de seguridad, la aplicación de parches y actualizaciones, la configuración segura de los sistemas y el uso de tecnologías como cortafuegos (firewalls) y sistemas de prevención de intrusiones (IPS).

#### c) Controles correctivos
Los controles correctivos reducen el efecto de un ataque una vez que ha ocurrido. Incluyen la recuperación de datos, la restauración de sistemas y la implementación de medidas correctivas para evitar futuros incidentes de seguridad.

#### d) Controles detectores
Estos controles se enfocan en descubrir los ataques y activar los controles preventivos o correctivos correspondientes. Incluyen sistemas de detección de intrusos (IDS), análisis de registros (logs) y sistemas de monitoreo de seguridad.

## Puesta en marcha de una política de seguridad
Actualmente las legislaciones nacionales de los Estados, obligan a las empresas, instituciones públicas a implantar una política de seguridad. Por ejemplo, en España, la Ley Orgánica de Protección de Datos de carácter personal (LOPD) y su normativa de desarrollo, protege ese tipo de datos estipulando medidas básicas y necesidades que impidan la pérdida de calidad de la información o su robo. También en ese país, el Esquema Nacional de Seguridad establece medidas tecnológicas para permitir que los sistemas informáticos que prestan servicios a los ciudadanos cumplan con unos requerimientos de seguridad acordes al tipo de disponibilidad de los servicios que se prestan.
Generalmente se ocupa exclusivamente a asegurar los derechos de acceso a los datos y recursos con las herramientas de control y mecanismos de identificación. Estos mecanismos permiten saber que los operadores tienen solo los permisos que se les dio.
La seguridad informática debe ser estudiada para que no impida el trabajo de los operadores en lo que les es necesario y que puedan utilizar el sistema informático con toda confianza. Por eso en lo referente a elaborar una política de seguridad, conviene:
- Elaborar reglas y procedimientos para cada servicio de la organización.
- Definir las acciones a emprender y elegir las personas a contactar en caso de detectar una posible intrusión.
- Sensibilizar a los operadores con los problemas ligados con la seguridad de los sistemas informáticos.

Los derechos de acceso de los operadores deben ser definidos por los responsables jerárquicos y no por los administradores informáticos, los cuales tienen que conseguir que los recursos y derechos de acceso sean coherentes con la política de seguridad definida. Además, como el administrador suele ser el único en conocer perfectamente el sistema, tiene que derivar a la directiva cualquier problema e información relevante sobre la seguridad, y finalmente aconsejar estrategias a poner en marcha, así como ser el punto de entrada de la comunicación a los trabajadores sobre problemas y recomendaciones en término de seguridad informática.

## Técnicas para asegurar el sistema

Dos firewalls permiten crear una DMZ donde alojar los principales servidores que dan servicio a la empresa y la relacionan con Internet. Por ejemplo, los servidores web, los servidores de correo electrónico,... El router es el elemento expuesto directamente a Internet y, por tanto, el más vulnerable.

El activo más importante que se posee es la información y, por lo tanto, deben existir técnicas que la aseguren, más allá de la seguridad física que se establezca sobre los equipos en los cuales se almacena. Estas técnicas las brinda la seguridad lógica que consiste en la aplicación de barreras y procedimientos que resguardan el acceso a los datos y solo permiten acceder a ellos a las personas autorizadas para hacerlo.
Cada tipo de ataque y cada sistema requiere de un medio de protección o más (en la mayoría de los casos es una combinación de varios de ellos).
A continuación se enumeran una serie de medidas que se consideran básicas para asegurar un sistema tipo, si bien para necesidades específicas se requieren medidas extraordinarias y de mayor profundidad:
- Utilizar técnicas de desarrollo que cumplan con los criterios de seguridad al uso para todo el software que se implante en los sistemas, partiendo de estándares y de personal suficientemente capacitado y comprometido con la seguridad.
- Implantar medidas de seguridad físicas: sistemas antincendios, vigilancia de los centros de proceso de datos, sistemas de protección contra inundaciones, protecciones eléctricas contra apagones y sobretensiones, sistemas de control de accesos, etc.
- Codificar la información: criptología, criptografía y criptociencia[cita requerida]. Esto se debe realizar en todos aquellos trayectos por los que circule la información que se quiere proteger, no solo en aquellos más vulnerables. Por ejemplo, si los datos de una base muy confidencial se han protegido con dos niveles de cortafuegos, se ha cifrado todo el trayecto entre los clientes y los servidores y entre los propios servidores, se utilizan certificados y sin embargo se dejan sin cifrar las impresiones enviadas a la impresora de red, tendríamos un punto de vulnerabilidad. En términos de encriptación, para una mayor protección ante un posible ataque se recomienda utilizar los algoritmos más actualizados. Actualmente, uno de los algoritmos más usados es Advance Encryption Standard (AES), también conocido como AES-256. De acuerdo con el proveedor de red privada virtual NordVPN, solo sería posible romper este encriptado tras probar 2^256 combinaciones diferentes, lo que lo hace virtualmente imposible. Otros protocolos de encriptación son IKEv2/IPsec o OpenVPN.
- Contraseñas difíciles de averiguar que, por ejemplo, no puedan ser deducidas a partir de los datos personales del individuo o por comparación con un diccionario, y que se cambien con la suficiente periodicidad. Las contraseñas, además, deben tener la suficiente complejidad como para que un atacante no pueda deducirla por medio de programas informáticos. El uso de certificados digitales mejora la seguridad frente al simple uso de contraseñas.
- Vigilancia de red. Las redes transportan toda la información, por lo que además de ser el medio habitual de acceso de los atacantes, también son un buen lugar para obtener la información sin tener que acceder a las fuentes de la misma. Por la red no solo circula la información de ficheros informáticos como tal, también se transportan por ella: correo electrónico, conversaciones telefónicas (VoIP), mensajería instantánea, navegación por Internet, lecturas y escrituras a bases de datos, etc. Por todo ello, proteger la red es una de las principales tareas para evitar robo de información. Existen medidas que abarcan desde la seguridad física de los puntos de entrada hasta el control de equipos conectados, por ejemplo 802.1x. En el caso de redes inalámbricas la posibilidad de vulnerar la seguridad es mayor y deben adoptarse medidas adicionales.
- Redes perimetrales de seguridad, o DMZ, permiten generar reglas de acceso fuertes entre los usuarios y servidores no públicos y los equipos publicados. De esta forma, las reglas más débiles solo permiten el acceso a ciertos equipos y nunca a los datos, que quedarán tras dos niveles de seguridad.
- Tecnologías repelentes o protectoras: cortafuegos, sistema de detección de intrusos - antispyware, antivirus, llaves para protección de software, etc.
- Mantener los sistemas de información con las actualizaciones que más impacten en la seguridad.
- Copias de seguridad e, incluso, sistemas de respaldo remoto que permiten mantener la información en dos ubicaciones de forma asíncrona.
- Controlar el acceso a la información por medio de permisos centralizados y mantenidos (tipo Active Directory, LDAP, listas de control de acceso, etc.). Los medios para conseguirlo son:
- Restringir el acceso (de personas de la organización y de las que no lo son) a los programas y archivos.
- Asegurar que los operadores puedan trabajar pero que no puedan modificar los programas ni los archivos que no correspondan (sin una supervisión minuciosa).
- Asegurar que se utilicen los datos, archivos y programas correctos en/y/por el procedimiento elegido.
- Asegurar que la información transmitida sea la misma que reciba el destinatario al cual se ha enviado y que no le llegue a otro y que existan sistemas y pasos de emergencia alternativos de transmisión entre diferentes puntos.
- Organizar a cada uno de los empleados por jerarquía informática, con claves distintas y permisos bien establecidos, en todos y cada uno de los sistemas o aplicaciones empleadas.
- Actualizar constantemente las contraseñas de accesos a los sistemas de cómputo, como se ha indicado más arriba, e incluso utilizando programa que ayuden a los usuarios a la gestión de la gran cantidad de contraseñas que tienen gestionar en los entornos actuales, conocidos habitualmente como gestores de identidad.
- Redundancia y descentralización.
- Candado Inteligente: USB inalámbrico utilizado para brindarle seguridad a la computadora. La misma se bloquea cuando el usuario que tiene este aparato se aleja más de tres metros. El kit contiene un USB inalámbrico y un software para instalar que detecta cuando el usuario está lejos y cuando está más cerca de los tres metros, habilitando nuevamente la computadora.

### Respaldo de información
La información constituye el activo más importante de las empresas, pudiendo verse afectada por muchos factores tales como hurtos, incendios, fallas de disco, virus y otros. Desde el punto de vista de la empresa, uno de los problemas más importantes que debe resolver es la protección permanente de su información crítica.
La medida más eficiente para la protección de los datos es determinar una buena política de copias de seguridad o backups. Este debe incluir copias de seguridad completa (los datos son almacenados en su totalidad la primera vez) y copias de seguridad incrementales (solo se copian los ficheros creados o modificados desde la última copia de seguridad). Es vital para las empresas elaborar un plan de copia de seguridad en función del volumen de información generada y la cantidad de equipos críticos.[cita requerida]
Un buen sistema de respaldo debe contar con ciertas características indispensables:[cita requerida]
- Continuo: El respaldo de datos debe ser completamente automático y continuo. Debe funcionar de forma transparente, sin intervenir en las tareas que se encuentra realizando el usuario.
- Seguro: Muchos softwares de respaldo incluyen cifrado de datos, lo cual debe ser hecho localmente en el equipo antes del envío de la información.
- Remoto: Los datos deben quedar alojados en dependencias alejadas de la empresa.
- Mantenimiento de versiones anteriores de los datos: Se debe contar con un sistema que permita la recuperación de, por ejemplo, versiones diarias, semanales y mensuales de los datos.

Hoy en día los sistemas de respaldo de información en línea y servicio de respaldo remoto, están ganando terreno en las empresas y organismos gubernamentales.[cita requerida] La mayoría de los sistemas modernos de respaldo de información en línea cuentan con las máximas medidas de seguridad y disponibilidad de datos.[cita requerida] Estos sistemas permiten a las empresas crecer en volumen de información derivando la necesidad del crecimiento de la copia de respaldo a proveedor del servicio.

### Protección contra virus
Los virus son uno de los medios más tradicionales de ataque a los sistemas y a la información que sostienen. Para poder evitar su contagio se deben vigilar los equipos y los medios de acceso a ellos, principalmente la red.

#### Control delsoftwareinstalado
Tener instalado en la máquina únicamente el software necesario reduce riesgos. Así mismo, tener controlado el software asegura la calidad de la procedencia del mismo (el software obtenido de forma ilegal o sin garantías aumenta los riesgos). En todo caso un inventario de software proporciona un método correcto de asegurar la reinstalación en caso de desastre. El software con métodos de instalación rápidos facilita también la reinstalación en caso de contingencia.

#### Control de la red
Los puntos de entrada en la red son generalmente el correo, las páginas web y la entrada de ficheros desde discos, o de ordenadores ajenos como portátiles.
Mantener al máximo el número de recursos de red solo en modo lectura, impide que ordenadores infectados propaguen virus. En el mismo sentido se pueden reducir los permisos de los usuarios al mínimo.
Se pueden centralizar los datos de forma que detectores de virus en modo batch puedan trabajar durante el tiempo inactivo de las máquinas.
Controlar el acceso a Internet puede detectar, en fases de recuperación, cómo se ha introducido el virus.

### Protección física de acceso a las redes
Independientemente de las medidas que se adopten para proteger los equipos de una red de área local y el software que reside en ellos, se deben tomar medidas que impidan que usuarios no autorizados puedan acceder. Las medidas habituales dependen del medio físico a proteger.
A continuación se enumeran algunos de los métodos, sin entrar al tema de la protección de la red frente a ataques o intentos de intrusión desde redes externas, tales como Internet.

#### Redes cableadas
Las rosetas de conexión de los edificios deben estar protegidas y vigiladas. Una medida básica es evitar tener puntos de red conectados a los switches. Aun así siempre puede ser sustituido un equipo por otro no autorizado con lo que hacen falta medidas adicionales: norma de acceso 802.1x, listas de control de acceso por MAC addresses, servidores de DHCP por asignación reservada, etc.

#### Redes inalámbricas
En este caso el control físico se hace más difícil, si bien se pueden tomar medidas de contención de la emisión electromagnética para circunscribirla a aquellos lugares que consideremos apropiados y seguros. Además se consideran medidas de calidad el uso del cifrado (WPA, WPA v.2, uso de certificados digitales, etc.), contraseñas compartidas y, también en este caso, los filtros de direcciones MAC, son varias de las medidas habituales que cuando se aplican conjuntamente aumentan la seguridad de forma considerable frente al uso de un único método.

### Sanitización
Proceso lógico o físico mediante el cual se elimina información considerada sensible o confidencial de un medio ya sea físico o magnético, sea con el objeto de desclasificarlo, reutilizar el medio o destruir el medio en el cual se encuentra.

### Uso de hardware confiable
Se conoce como hardware confiable a todo dispositivo diseñado para ofrecer una serie de facilidades que permiten manejar de manera segura información crítica. No hay que entender que al ser confiables disponen de mecanismos de seguridad infalibles, tienen sus limitaciones. Lo único que quiere indicar es que aportan ciertas facilidades que mejoran la seguridad y dificultan los ataques. El Trusted Computing Group es un conjunto de empresas que definen especificaciones de hardware con el objetivo de tener plataformas más seguras.

### Recopilación y análisis de información de seguridad
Para mantener un sistema seguro es necesario establecer mecanismos que monitoricen los distintos eventos e informaciones que estén relacionados con la seguridad del sistema. Es muy útil tener una visión centralizada de este tipo de información para así poderla analizar en una sola ubicación. Para ello se han desarrollado sistemas de gestión de información de seguridad (en inglés: security information management, SIM), encargados del almacenamiento a largo plazo, el análisis y la comunicación de los datos de seguridad, sistemas de gestión de eventos de seguridad (security event management, SEM), encargados del monitoreo en tiempo real, correlación de eventos, notificaciones y vistas de la consola de la información de seguridad, y finalmente sistemas de gestión de eventos e información de seguridad, los cuales agrupan las funcionalidades de los dos tipos de sistemas anteriores.

## Organismos oficiales de seguridad informática
Existen organismos oficiales encargados de asegurar servicios de prevención de riesgos y asistencia a los tratamientos de incidencias, tales como el Computer Emergency Response Team Coordination Center del Software Engineering Institute de la Universidad Carnegie Mellon, que es un centro de alerta y reacción frente a los ataques informáticos, destinados a las empresas o administradores, pero generalmente estas informaciones son accesibles a todo el mundo.

### España
El Instituto Nacional de Ciberseguridad (INCIBE) es un organismo dependiente de Red.es y del Ministerio de Energía, Turismo y Agenda Digital de España.

### Unión Europea
La Comisión Europea ha decidido crear el Centro Europeo de Ciberdelincuencia (EC3) como punto central de la lucha policial de la UE contra la delincuencia cibernética, contribuyendo a una reacción más rápida a los delitos en línea. Este centro abrió efectivamente el 1 de enero de 2013 y tiene como objetivo prestar apoyo a los Estados miembros y las instituciones de la UE en la construcción de una capacidad operacional y analítica para la investigación, así como la cooperación con los socios internacionales.

### Alemania
El 16 de junio de 2011, el ministro alemán del Interior, inauguró oficialmente el nuevo Centro Nacional de Defensa Cibernética (NCAZ, o Nationales Cyber- Abwehrzentrum) que se encuentra en Bonn. El NCAZ coopera estrechamente con la Oficina Federal para la Seguridad de la Información (Bundesamt für Sicherheit in der Informationstechnik, o BSI); la Oficina Federal de Investigación Criminal (Bundeskriminalamt, BKA); el Servicio Federal de Inteligencia (Bundesnachrichtendienst, o BND); el Servicio de Inteligencia Militar (Amt für den Militärischen Abschirmdienst, o MAD) y otras organizaciones nacionales en Alemania. Según el ministro la tarea primordial de la nueva organización fundada el 23 de febrero de 2011, es detectar y prevenir los ataques contra la infraestructura nacional.[cita requerida]

### Estados Unidos
El 1 de mayo de 2009, el senador Jay Rockefeller ( D -WV ) introdujo la "Ley de Seguridad Cibernética de 2009 - S. 773" (texto completo) en el Senado, el proyecto de ley, co - escrito con los senadores Evan Bayh (D- IL), Barbara Mikulski (D -MD) , Bill Nelson (D -FL ) y Olympia Snowe (R -ME ) , se remitió a la Comisión de Comercio, Ciencia y Transporte , que aprobó una versión revisada del mismo proyecto de ley (el " Ley de ciberseguridad de 2010 ") el 24 de marzo de 2010. el proyecto de ley busca aumentar la colaboración entre el sector público y el sector privado en temas de ciberseguridad , en especial las entidades privadas que poseen las infraestructuras que son fundamentales para los intereses de seguridad nacionales (las comillas cuenta John Brennan, el Asistente del Presidente para la seguridad Nacional y Contraterrorismo: " la seguridad de nuestra nación y la prosperidad económica depende de la seguridad, la estabilidad y la integridad de las comunicaciones y la infraestructura de información que son en gran parte privados que operan a nivel mundial " y habla de la respuesta del país a un "ciber - Katrina"), aumentar la conciencia pública sobre las cuestiones de seguridad cibernética, y fomentar la investigación y la ciberseguridad fondo. Algunos de los puntos más controvertidos del proyecto de ley incluyen el párrafo 315, que otorga al Presidente el derecho a "solicitar la limitación o el cierre del tráfico de Internet hacia y desde el Gobierno Federal comprometido o sistema de información de Estados Unidos o de las infraestructuras críticas de la red". la Electronic Frontier Foundation, una defensa de los derechos digitales sin fines de lucro y la organización legal con sede en los Estados Unidos, que se caracteriza el proyecto de ley como la promoción de un" enfoque potencialmente peligrosa que favorece la dramática sobre la respuesta sobria" .[cita requerida]

### México
La UNAM-CERT es un grupo de profesionales que se encargan de evaluar las vulnerabilidades de los sistemas de Información en México.

### Colombia
El 11 de abril de 2016 el Consejo Nacional de Política Económica y Social de la República de Colombia, publica oficialmente el documento CONPES 3854 dentro del cual se estipula la política nacional de seguridad digital, en el cual se designa al MINTIC como encargado de adelantar jornadas de sensibilización en seguridad digital, así como diseñar un modelo de gestión de los riesgos de seguridad digital.
Por otra parte, el Ministerio de Defensa Nacional MINDEFENSA deberá realizar un plan de fortalecimiento de las capacidades operativas, administrativas, humanas, científicas, de infraestructura física y tecnológica del colCERT.
El Departamento nacional de planeación DNP será el coordinador general de la implementación de seguridad digital en todas las entidades públicas del estado y adopción voluntaria de entidades privadas y contará con el apoyo del Departamento Administrativo de la Función Pública (DAFP).

## Salidas profesionales de Ciberseguridad o Seguridad Informática
Las salidas profesionales o laborales de Ciberseguridad son muy variadas y cada vez más demandadas debido a los cambios continuos en plena era digital y debido a los constantes ataques que diariamente sufren empresas, gobiernos y usuarios sobre sus datos. Esto también se ha reforzado debido a la nueva ley de protección de datos de 2018. Entre las salidas profesionales podemos encontrar: 
- Administradores de seguridad de red

Enfocada principalmente a proteger infraestructura de redes de amenazas y accesos no autorizados
- Seguridad de aplicaciones

Principalmente se centra en asegurar que las aplicaciones sean seguras contra vulnerabilidades y ataques (Pruebas de penetración, análisis de código estático)
- Criptografía

Con usó de técnicas matemáticas se asegura la información y las comunicaciones mediante pruebas de autenticación o firmas digitales
- Gestión de Identidad y Acceso

Se controla el acceso a ciertos recursos dentro de una organización específica por medio de autenticación multifactor, gestión de identidades y control de acceso basado en roles.
- Respuesta a incidentes

Es la detección y mitigación de ataques para minimizar el impacto que pueden causar, protegiendo la confidencialidad e integridad de datos, desde la detección inicial usando sistemas de administración de eventos e información de seguridad, hasta la eliminación de amenazas, la restauración de sistemas y la comunicación efectiva interna y externa sobre el incidente.
- Seguridad de la nube

Son las medidas y prácticas que se deben tener para proteger los sistemas, datos y aplicaciones que se encuentran en entornos computacionales. Va desde la parte de gestionar identidades y accesos hasta la planificación de la retención de datos 
- Análisis forense

Se investiga sobre los incidentes cibernéticos recolectando y analizando evidencias que se van encontrando, por ejemplo el análisis de redes y la recuperación de datos.
- Ingeniería de seguridad

Es el diseño y la construcción de sistemas seguros, se utiliza arquitectura de seguridad, pruebas de seguridad y automatización
¿Cuáles son las competencias requeridas para estos puestos?
- Manejo de diferentes sistemas operativos, redes y lenguajes de programación.
- Implantar protocolos criptográficos.
- Analizar amenazas y desarrollar técnicas de prevención .
- Conocimiento de la normativa.
- Seguridad en infraestructuras de defensa y auditorias de sistemas.
- Análisis forense y de malware.
- Conocimiento en entornos tecnológicos como SCADA o Smart GRid
- Gestión de incidentes mediante networking, IDS, IPS, análisis de logs y de tráfico de red.